# 16155 Buddy
16155 Buddy este o planetă minoră (asteroid), cu un diametru de 6,782 km, din centura de asteroizi. A fost descoperită pe 3 ianuarie 2000 la Observatorul Reedy Creek de John Broughton⁠(d) și a fost numită după Buddy Holly. 
Obiectul prezintă o orbită caracterizată de o semiaxă mare de 2,7374345 UAi, o excentricitate de 0,15, o înclinație de 5,33438 ° în raport cu ecliptica.